# 아산 데뫄와 누쿠리
아산 데뫄와 누쿠리(Assane Demoya Gnoukouri, 1996년 11월 28일 ~)는 코트디부아르의 축구 선수이다. 현재 소속이 없다.